# ریزه‌ماهی‌ها
ریزه‌ماهی‌ها (نام علمی: Heterandria) نام یک سرده از خانواده رنگین‌ماهیان است.